# Sochaczew (gmina wiejska)
Sochaczew – gmina miejsko wiejska w województwie mazowieckim, w powiecie sochaczewskim. W latach 1975–1998 gmina położona była w województwie skierniewickim.
Siedzibą gminy jest Sochaczew.
Według danych GUS w 2022 r. gminę zamieszkiwało 11 838 osób.
We wsi Żelazowa Wola urodził się w 1810 roku Fryderyk Chopin.
5 października 1973 do gminy Sochaczew włączono sołectwa Jeżówka i Wyczółki z gminy Nowa Sucha.

## Struktura powierzchni
Według danych z roku 2007 gmina Sochaczew ma obszar 91,41 km², w tym:
- użytki rolne: 81%
- użytki leśne: 3%

Gmina stanowi 12,5% powierzchni powiatu.

## Demografia

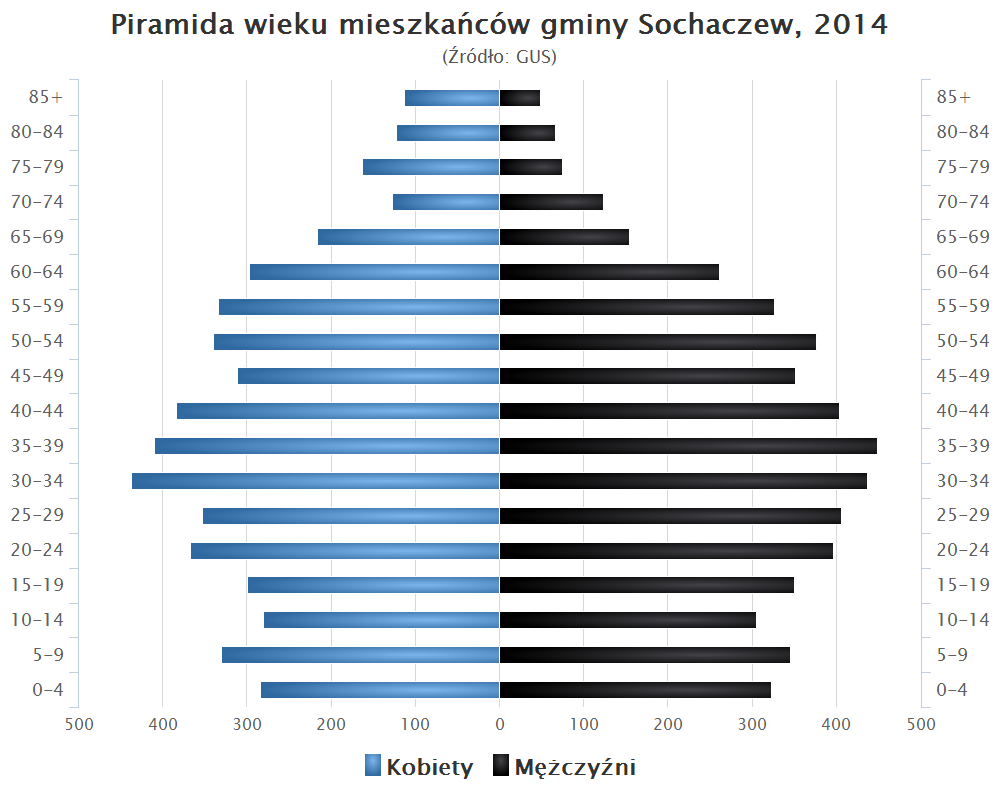
Piramida wieku mieszkańców gminy Sochaczew w 2014 roku

Dane z 30 czerwca 2004 r.:
| Opis                              | Ogółem | Ogółem | Kobiety | Kobiety | Mężczyźni | Mężczyźni |
| --------------------------------- | ------ | ------ | ------- | ------- | --------- | --------- |
| Jednostka                         | osób   | %      | osób    | %       | osób      | %         |
| Populacja                         | 8579   | 100    | 4266    | 49,7    | 4313      | 50,3      |
| Gęstość zaludnienia [mieszk./km²] | 93,9   | 93,9   | 46,7    | 46,7    | 47,2      | 47,2      |

## Sołectwa
Altanka, Andrzejów Duranowski, Bielice, Bronisławy, Chodakówek, Chrzczany, Czerwonka-Parcel, Czyste, Dachowa, Dzięglewo, Feliksów, Gawłów, Janaszówek, Janówek Duranowski, Jeżówka, Karwowo, Kaźmierów, Kąty, Kożuszki-Parcel, Kuznocin, Lubiejew, Mokas, Nowe Mostki, Orły-Cesin, Pilawice, Rozlazłów, Sielice, Władysławów, Wójtówka, Wyczółki, Wyjazd, Wymysłów, Zosin, Żdżarów, Żuków.

## Pozostałe miejscowości
Antoniew, Bogdaniec, Halinów Żdżarowski, Kożuszki-Kolonia, Sielice-Kolonia, Sochaczew-Wieś, Stare Kąty, Żelazowa Wola.

## Sąsiednie gminy
Brochów, Kampinos, Młodzieszyn, Nowa Sucha, Rybno, Sochaczew, Teresin